# اسفیر شوب
اسفیر ایلینچنا شوب (روسی: Эсфи́рь Ильи́нична Шуб؛ ۱۶ مارس ۱۸۹۴ – ۲۱ سپتامبر ۱۹۵۹) یک تدوینگر و کارگردان اهل اتحاد شوروی بود.

## زندگی‌نامه
نخستین کارگردان زن در سینمای شوروی و یکی از پیشگامان، و شاید هم بنیانگذاران یک مکتب سینمایی جدید - تألیف فیلم (Compilation Film) - است او که کارش را به عنوان پیوندگر فیلم آغاز کرده بود (که بعدها تدوین فیلم‌های خبری و مستند پس از انقلاب روسیه سهم عظیمی داشت) به این فکر افتاد که یک فیلم تاریخی دربارهٔ سقوط رژیم تزاری روسیه با استفاده از فیلم‌های خبری موجود در موزه‌ها و انبارهای فیلم مسکو بسازد. سرانجام او پس از مشکلات زیاد، اجازه گرفت این فیلم را برای نمایش در جشن دهمین سال انقلاب فوریه بسازد. حاصل این طرح عظیم «سقوط خاندان رومانوف» و به فاصله کوتاهی «جاده بزرگ» بود که این دومی می‌بایست در جشن سالروز انقلاب کبیر به نمایش درآید. این نخستین بار بود که یک فیلم با مضامین عاطفی بر اساس تصاویر کوتاه گرفته شده از وقایع حقیقی بازآفریده می‌شد.
«شوب» در تکوین سینمای مستند نقش بسیار بااهمیتی دارد. در مقایسه با «رابرت فلاهرتی» که تماشاگر را با دیدگاه شخصی و ذهنی اول شخص مفرد آشنا کرد و گزارش‌های عینی - سوم شخص مفرد - لومیر، فیلم‌های «شوب» به قصد درگیر ساختن تماشاکر با صحنه‌های مربوط به خودش - ایجاد وحدت بین بازیگر و تماشاگر - تألیف می‌گردد. فیلم‌های او از نظر تایخی ضرورتاً دقیق نبود و البته بیشتر با توجه به تماشاگر معاصر ساخته می‌شد. اما تأثیر کار او در سبک فیلمسازی خبری، فیلم‌های تبلیغاتی سیاسی و برنامه‌های تلویزیونی خارج از تصور اوست.
چناچه ذکرش رفت او مونتاژگری چیرده دست بود. در این رابطه می‌توان به عنوان نمونه از فیلم «اسپانیا» (۱۹۳۹) نام برد که «شوب» با پیوند برگزیده‌ای از فیلم‌هایی که «رومن کارمن» و «ماکاسیف» فیلمبرداری مرده بودند ساخت که نتیجهٔ آن بسیار عالی بود.

## فیلمشناسی
همه فیلم‌های «شوب» مستند است:
1. سقوط خاندان رومانوف (از فیلمنامه خودش، ۱۹۲۷)
2. جادهٔ بزرگ (از فیمنامه خودش، ۱۹۲۷)
3. روسیه نیکلای دوم و لئو تولستوی (از فیلمنامهٔ خودش، ۱۹۲۸)
4. امروز (۱۹۳۰)
5. کومسمول (۱۹۳۲)
6. مترو در آسمان (۱۹۳۴)
7. سرزمین جماهیر شوروی (۱۹۳۷)
8. اسپانیا (۱۹۳۹)
9. بیست سال سینمای شوروی (با همکاری پودوفکین، ۱۹۴۰)
10. چهرهٔ دشمن (۱۹۴۱)
11. آنسوی ارس (1947)